# Mohammed Qutb
Mohammed Qutb (Moesja (nabij Assioet), 1919 – Mekka, 4 april 2014) was een Egyptisch islamist en auteur. Hij was de jongere broer van Said Qutb en een van zijn belangrijkste navolgers.
Hij vluchtte samen met vele andere leden van de Moslimbroederschap in 1965 van Egypte naar Saoedi-Arabië, nadat de organisatie er van was beschuldigd een moordaanslag op President Nasser te hebben beraamd. Hij en zijn mede-broeders werden er met open armen ontvangen en het koninkrijk bood hen docentenbanen aan bij de nieuwe universiteiten in Saoedi-Arabië. Hij werd docent islamisme aan de Koning Abdul-Aziz-universiteit in Djedda, waar hij de ideeën van Said Qutb verpreidde en daarmee onder andere een diepe indruk maakte op een van zijn jonge studenten, Osama bin Laden.Qutb bleef tot aan zijn dood verbonden aan de universiteit en heeft ook een aantal boeken geschreven.
In 1975 publiceerde hij een artikel in een blad van de Libanese Moslimbroederschap waarin hij de ideeën van zijn broer Said verdedigde. Hij ontkende daarin dat Said opriep tot het omverwerpen van regeringen. Hij schreef in het artikel dat Said meerdere malen gezegd zou hebben: "We zijn predikers en niet rechters. Ons doel is niet om te oordelen over mensen, maar om hen de waarheid te vertellen: Dat er geen godheid is dan God. Het probleem is dat mensen niet begrijpen wat deze formulering van hen vereist". Hiermee zocht hij te ontkennen dat Saids uitspraken radicaal zouden zijn. Het is een kenmerkende manier van het interpreteren van de ideeën van Said op een manier die ook opgang maakt bij de minder militante Egyptische islamisten, met name binnen de Moslimbroederschap van de jaren 70.
Hij overleed in 2014 op 95-jarige leeftijd in een ziekenhuis in Mekka.